# بوخهولتس (شاومبورگ)
بوخهولتس (به آلمانی: Buchholz) یک شهر در آلمان است که در شاومبورگ واقع شده‌است. بوخهولتس ۷۵۸ نفر جمعیت دارد.